# Evangelische Arbeitsstelle Fernstudium für kirchliche Dienste
Evangelische Arbeitsstelle Fernstudium im Comenius Institut ist der Name einer Einrichtung der EKD, die im Bereich der kirchlichen Erwachsenenbildung für Fernstudien zuständig ist. Die Fernstudienstelle wurde 1970 in Hannover gegründet. Seit 2017 hat sie ihren Sitz in Münster am Comenius-Institut.

## Aufgabe und Angebote
Die Arbeitsstelle Fernstudium hat die Aufgabe, für bestimmte Weiterbildungsbedarfe konkrete Inhalte in ein fernstudiendidaktisches Rahmenprofil umzusetzen. Durch aktuell konzipierte, von der Fernstudienstelle angebotene Module kann der Fernunterricht in die verschiedenen Formen kirchlicher Aus-, Fort- und Weiterbildung integriert werden. Abnehmer der Kurse sind sowohl kirchliche Einrichtungen als auch andere Träger der Weiterbildung, wie z. B. Volkshochschulen. Die Kurse können aber auch von Einzelpersonen belegt werden. Die Kurse werden gemäß dem Fernstudienschutzgesetz durch die Staatliche Zentralstelle für Fernunterricht (ZFU) zertifiziert.
Einsatzmöglichkeiten der Fernstudienmaterialien sind als alternative Angebote zum Präsenzunterricht, als Ergänzung von Präsenzunterricht, Einsatz mit Rücksicht auf unterschiedliche Lernmethoden und in unterschiedlichen Lernsettings sinnvoll.

## Fernstudienmöglichkeiten
Die Studienangebote werden in vier Themenfeldern angeboten: Sprachen, Theologie, Leben und Pädagogik:
- altsprachliche Fernkurse: Altgriechisch, Latein, Hebräisch
- „Geschlechterbewusste Theologie – kontextuell – neu denken“
- Prädikantendienst in mit der EKD verbundenen Gemeinden im Ausland
- Grundkurs Erwachsenenbildung

## Wissenschaftlicher Beirat
Mitglieder des wissenschaftlichen Beirats sind Michael Brömse (Vorsitzender), Horst F. Rupp und Manuel Schulz.